# Fujiyoshi Shinji
Shinji Fujiyoshi (sinh ngày 3 tháng 4 năm 1970) là một cầu thủ bóng đá người Nhật Bản.

## Sự nghiệp câu lạc bộ
Shinji Fujiyoshi đã từng chơi cho Verdy Kawasaki, Kyoto Purple Sanga, Vegalta Sendai, FC Ryukyu và New Wave Kitakyushu.

## Thống kê câu lạc bộ

### J.League
| Đội                | Năm       | J.League | J.League | J.League Cup | J.League Cup | Tổng cộng | Tổng cộng |
| Đội                | Năm       | Trận     | Bàn      | Trận         | Bàn          | Trận      | Bàn       |
| ------------------ | --------- | -------- | -------- | ------------ | ------------ | --------- | --------- |
| Verdy Kawasaki     | 1992      | -        | -        | 0            | 0            | 0         | 0         |
| Verdy Kawasaki     | 1993      | 6        | 1        | 8            | 4            | 14        | 5         |
| Verdy Kawasaki     | 1994      | 8        | 3        | 0            | 0            | 8         | 3         |
| Verdy Kawasaki     | 1995      | 17       | 4        | -            | -            | 17        | 4         |
| Verdy Kawasaki     | 1996      | 5        | 0        | 5            | 1            | 10        | 1         |
| Kyoto Purple Sanga | 1996      | 13       | 2        | 0            | 0            | 13        | 2         |
| Kyoto Purple Sanga | 1997      | 29       | 6        | 6            | 0            | 35        | 6         |
| Kyoto Purple Sanga | 1998      | 6        | 0        | 0            | 0            | 6         | 0         |
| Kyoto Purple Sanga | 1999      | 17       | 1        | 4            | 2            | 21        | 3         |
| Vegalta Sendai     | 2000      | 39       | 10       | 1            | 0            | 40        | 10        |
| Vegalta Sendai     | 2001      | 31       | 8        | 2            | 0            | 33        | 8         |
| Vegalta Sendai     | 2002      | 9        | 1        | 6            | 1            | 15        | 2         |
| Tổng cộng          | Tổng cộng | 180      | 36       | 32           | 8            | 212       | 44        |